# بشر (مسلسل)

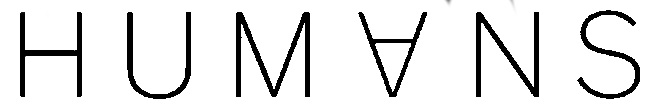

بشر ((بالإنجليزية: Humans)‏ هو مسلسل خيال علمي تلفزيوني بريطاني أمريكي، بدأ الجزء الأول منه في 14 يونيو 2015 على القناة الرابعة البريطانية وإيه إم سي، وانتهى في 2 أغسطس 2015 . كتب المسلسل الفريق البريطاني سام فينسنت وجوناثان براكلي، استنادا على دراما الخيال العلمي السويدية بشر حقيقيون ، تكشف السلسلة الانطباع العاطفي لتبلور الخطوط بين البشر والآلات. أنتجت السلسلة بالتعاون بين إيه إم سي والقناة الرابعة البريطانية وكيودوس .

## فريق التمثيل

### الرئيسيون
```
بشر
```

- مانبريت باشو
- لوسي كارليس
- بيكسي دافيز
- توم جودمان-هيل
- جيل هالفبيني
- نيل ماسكيل
- كولين مورغان
- كاثرين باركينسون
- ثيو ستيفينسون
- داني ويب
- ويليام هورت

## روابط خارجية
- بشر على موقع IMDb (الإنجليزية)
- بشر على موقع ميتاكريتيك (الإنجليزية)
- بشر على موقع روتن توميتوز (الإنجليزية)
- بشر على موقع كينوبويسك (الروسية)
- بشر على موقع ألو سيني (الفرنسية)
- بشر على موقع قاعدة بيانات الفيلم (الإنجليزية)